# Videogiochi nel 1981

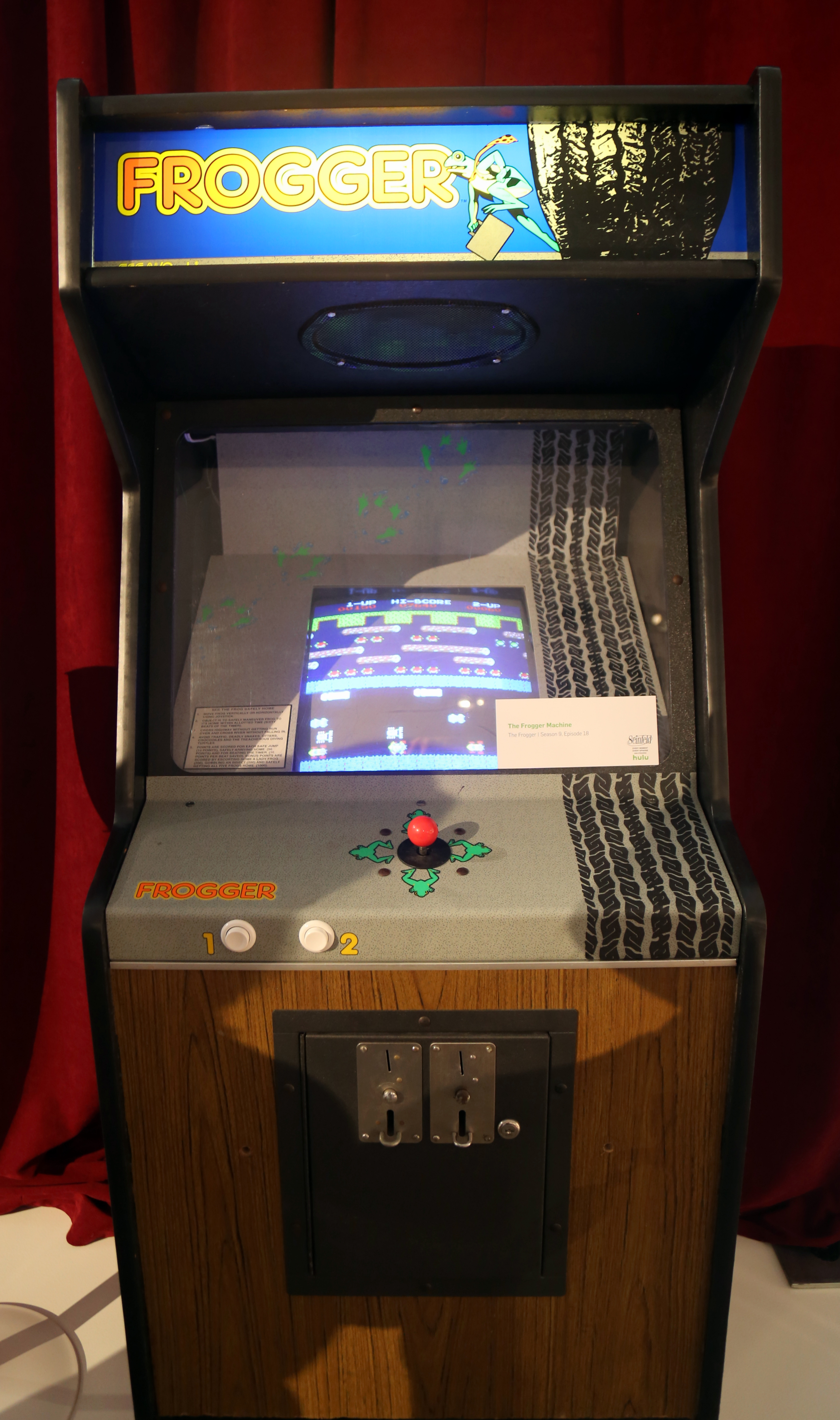
Cabinato di Frogger

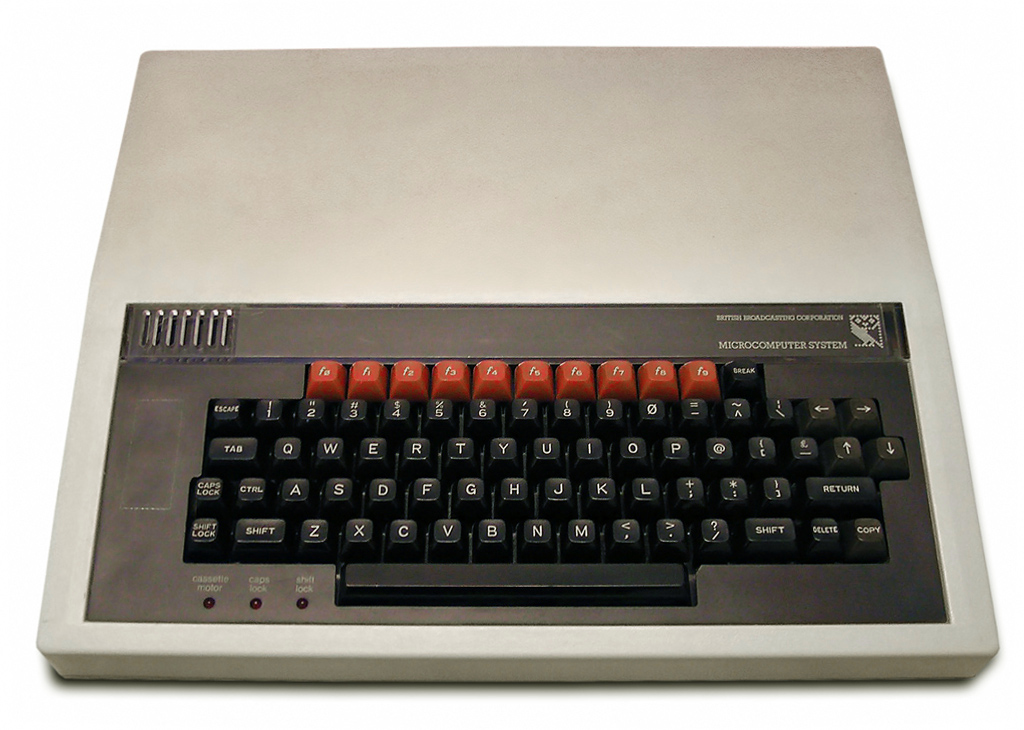
BBC Micro

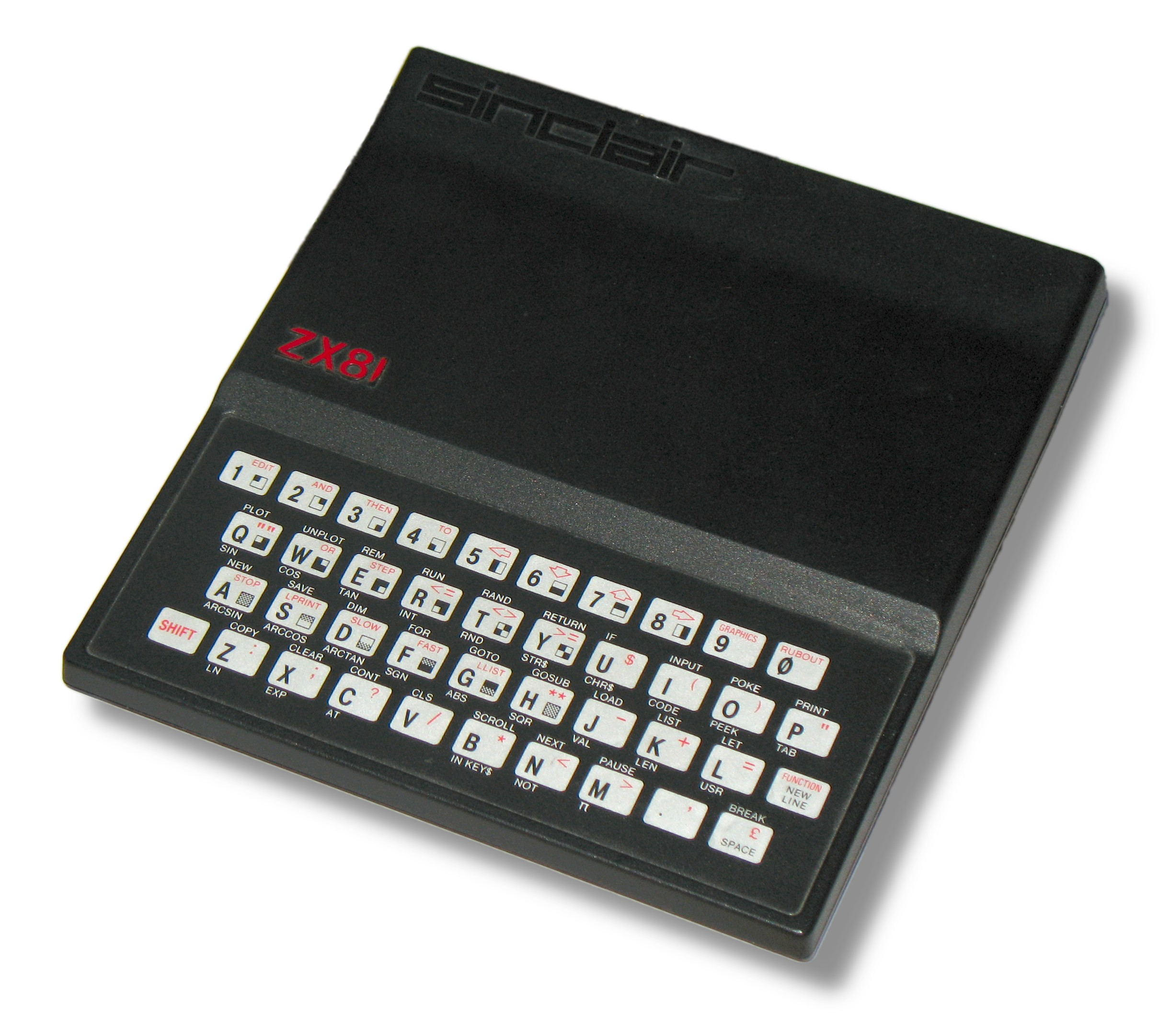
ZX81

Eventi rilevanti avvenuti nell'industria dei videogiochi nel 1981. 
Per un elenco delle voci su giochi usciti nell'anno vedi Categoria:Videogiochi del 1981.

## Eventi

### Aziende
- Nascita delle prime vere e proprie software house dedicate ai videogiochi (con personale a tempo pieno, uffici, pubblicità in proprio); tra queste Brøderbund e Synapse Software in USA, Bug-Byte e Quicksilva in Gran Bretagna.[1]
- Viene fondata la Technos Japan Corporation

### Hardware
- Commodore Business Machines mette in vendita il computer Commodore VIC-20, presentato a gennaio, il primo computer a colori con un prezzo popolare[1].
- SEGA effettua test di mercato per la console SG-1000 in Giappone.
- Sinclair Research produce il computer ZX81, annunciato a marzo. Per quanto semplice ed economico, era un deciso passo avanti e più utile come computer rispetto allo ZX80 (che era più un puro esercizio di elettronica)[1].
- Acorn Computers produce il computer BBC Micro, che viene adottato anche dalle scuole britanniche, vincendo una competizione tra produttori e battendo in particolare lo ZX81[1].
- Astrovision Inc. distribuisce il Bally Computer System, variante della console Bally Astrocade dotata di cartuccia per programmare in BASIC.
- Esce il PC IBM, inizialmente molto costoso e non certo rivolto all'intrattenimento[1]; col tempo però formerà uno standard (IBM compatibile) e la famiglia dei PC diventerà anche una piattaforma da gioco.
- Le console vendute sono 4,5 milioni (per 575 milioni di $) negli USA e 0,7 milioni (per 90 milioni di $) in Europa; le abitazioni con TV che hanno una console sono l'8% negli USA e l'1,2% in Europa[2].
- Gli home computer venduti sono 0,8 milioni (per 200 milioni di $) negli USA e 0,3 milioni (per 45 milioni di $) in Europa[2].

### Giochi
- L'anno è di grande espansione del mercato dei videogiochi e in particolare di Pac-Man (uscito l'anno precedente), che divenne il personaggio videoludico probabilmente più famoso al mondo[1].
- Konami pubblica gli arcade Frogger e Scramble.
- luglio — Nintendo pubblica Donkey Kong.
- settembre — Namco pubblica Galaga.
- Williams Electronics pubblica Defender.
- Atari pubblica Centipede e Tempest[3].
- Taito pubblica Qix.
- Le cartucce vendute sono 80 milioni (per 480 milioni di $) negli USA e 3,5 milioni (per 56 milioni di $) in Europa[2].
- Le entrate dei produttori di software per home computer sono 65 milioni di $ in Europa e USA[2].